# Autorité combinée de la vallée de la Tees
L’autorité combinée de la vallée de la Tees (en anglais : Tees Valley Combined Authority) est une autorité combinée qui regroupe cinq autorités unitaires du nord-est de l'Angleterre au Royaume-Uni : Darlington, Hartlepool, Middlesbrough, Redcar et Cleveland et Stockton-on-Tees.

## Historique
L'autorité combinée est créée le 1er avril 2016 par un décret de James Wharton, sous-secrétaire d'État parlementaire au Communautés et au Gouvernement local.

## Politique et administration
L'autorité combinée est dirigée par un conseil de six membres qui comprend un maire élu au suffrage direct ainsi que le maire de Middlesbrough, les chefs des conseils des quatre autres autorités unitaires et un représentant des entreprises locales à titre de membre associé.
| Période    | Période  | Identité    | Étiquette          | Qualité |
| ---------- | -------- | ----------- | ------------------ | ------- |
| 8 mai 2017 | En cours | Ben Houchen | Parti conservateur |         |